# Бугаєв Олексій Сергійович
Бугаєв Олексій Сергійович (нар. 30 березня 1997, м. Красноярськ, Росія) — російський гірський лижник, учасник та дворазовий призер Паралімпійських ігор. Заслужений майстер спорту Росії (11 березня 2014).

## Біографія
Олексій Бугаєв почав займатися гірськими лижами із шести років. Тренувався у дитячо-юнацькій спортивно-адаптивній школі «Центр адаптивного спорту» м. Красноярськ. Олексій є стипендіатом Президента Російської Федерації.
Персональним тренером спортсмена з 2011 року є Віталій Імбов. У національній збірній його тренує Олександр Назаров.

## Паралімпійські нагороди

### 2014
- — Слалом, чоловіки, стоячи[3]
- — Супер-комбінація, чоловіки, стоячи[4]
- — Швидкісний спуск, чоловіки, стоячи[5]
- — Гігантський слалом, чоловіки, стоячи[6]
- — Супер-гігант, чоловіки, стоячи[7]

## Чемпіонати світу
- (Ла-Моліна, Іспанія, 2013 рік) — Гігантський слалом, стоячи
- (Ла-Моліна, Іспанія, 2013 рік) — Супер-комбінація, стоячи

## Інші змагання
Призер чемпіонату Росії (2012), абсолютний чемпіон Росії (2013), переможець і призер етапів Кубка Європи і світу (2012–2013 роки), володар Кубку світу (2013).

## Нагороди
- Орден «За заслуги перед Вітчизною» IV ступеня (2014)[9].